# Brachydeutera africana
Brachydeutera africana är en tvåvingeart som beskrevs av Wirth 1964. Brachydeutera africana ingår i släktet Brachydeutera och familjen vattenflugor. Inga underarter finns listade i Catalogue of Life.